# USS Michael G. Mullen (DDG-144)
«Майкл Маллен» (англ. USS Michael G. Mullen (DDG-144) — ескадрений міноносець КРО типу «Арлі Берк» ВМС США, серії III.

## Історія створення
Ескадрений міноносець «Майкл Маллен» був замовлений у 2023 році. Це 94-й корабель даного типу.
Названий у 2024 році на честь адмірала Майкла Маллена.